# Otto Juljevič Šmidt
Otto Juljevič Šmidt (rusko О́тто Ю́льевич Шмидт), ruski matematik, astronom, geofizik, politik, enciklopedist/leksikograf, raziskovalec, * 30. september (18. september, ruski koledar) 1891, Mogilev, Ruski imperij (sedaj Belorusija), † 7. september 1956, Moskva, Sovjetska zveza (sedaj Rusija).

## Življenje in delo
Rodil se je v očetu nemškega rodu in latvijski materi.
Leta 1913 se je poročil z Vero Janicko in diplomiral na Univerzi v Kijevu; leta 1916 se je na univerzi zaposlil kot privatni docent. Po oktobrski revoluciji leta 1917 je bil član odbora ljudskih komisariatov: za oskrbo (1918-20) in za finance (1921-22). Bil je tudi eden od pomembnejših pobudnikov reoganizacije visokega šolstva, tiska in znanosti v Sovjetski Rusiji.
Pozneje je delal pri ljudskem komisariatu za izobraževanje, državnem znanstvenemu odboru pri Koncilu ljudskih komisarjev in Komunistični akademiji. V letih 1921−24 je bil tudi direktor Državne založniške hiše (Gosizdat), med letoma 1924-41 glavni urednik Velike sovjetske enciklopedije, med letoma 1923-56 profesor na Državni univerzi v Moskvi, med letoma 1923-32 vodja Arktičnega inštituta, med letoma 1932-39 vodja Glavnega direktorata Severne morske poti, med letoma 1939-42 podpredsednik Akademije znanosti Sovjetske zveze. Tu je organiziral tudi Inštitut za teoretično geofiziko (sam bil predstojnik do leta 1949) ter ustanovil tudi Moskovsko algebrsko šolo.
Bil je tudi slavni raziskovalec Arktike. Med letoma 1929-30 je ustanovil prvo znanstvenoraziskovalno postajo na Zemlji Franca Jožefa ter odkril nekaj otokov. Leta 1932 je opravil prvo neprekinjeno morsko potovanje med Arhangelskom in Tihim oceanom. Med letoma 1933-34 je raziskoval Severno morsko pot in leta 1937 nadzoroval postavitev postaje Severni tečaj-1 (zaprtja naslednje leto).
Bil je tudi član Centralnega izvršnega komiteja ZSSR in Poslanske zbornice.

## Priznanja

### Odlikovanja in nagrade
- heroj Sovjetske zveze (1937)
- red Lenina (3x)

### Poimenovanja
Po njem so poimenovali otok, polotok, Inštitut za zemeljsko fiziko, asteroid glavnega pasu 2108 Otto Šmidt (2108 Otto Schmidt), ...